# Wilhelm Benque

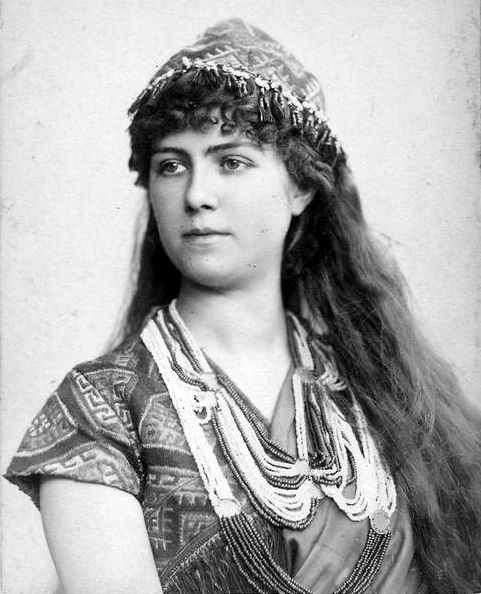
Marie van Zandt

Wilhelm Benque (1843–1903) byl francouzský portrétní fotograf. Jeho ateliér získal mezinárodní reputaci na konci 19. století. Portrétoval hvězdné osobnosti opery, mezi nimiž byli Louise Abbémová, Valentin Duc, Eleonora Duse nebo Cléopâtre-Diane de Mérode.

## Život a dílo
V 80. a 90. letech 19. století provozoval portrétní fotografický ateliér v Paříži na 33. Rue Boissy d'Anglas. Spojil se s dalšími dvěma fotografy Klary et Kneubuhler (1816–1880), ale v názvu firmy se objevovalo Benque, Benque et Cie nebo Benque et Klary až do okamžiku, kdy firmu převzal v roce 1900 Matuszewski. Benque také vlastnil druhý ateliér v Nice v období 1883–1884.

## Galerie

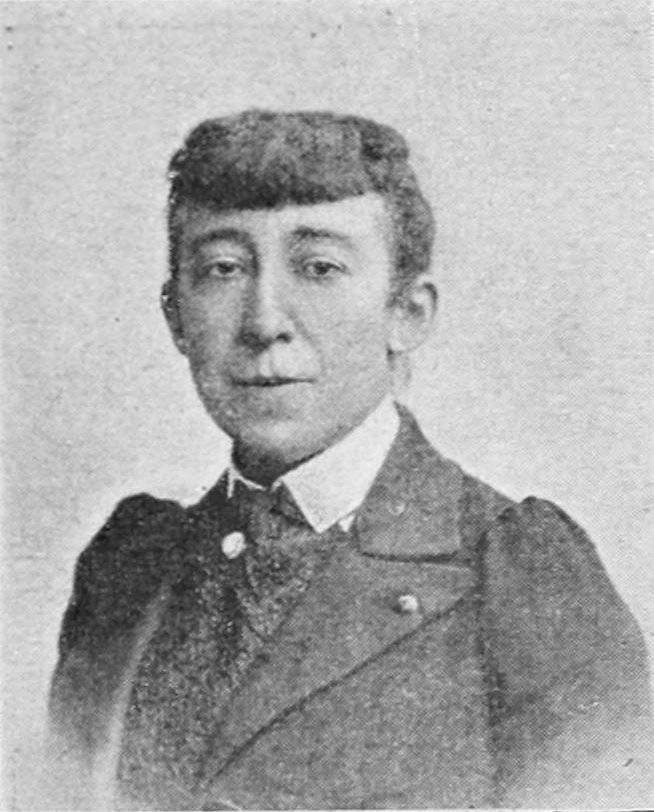
Louise Abbémová
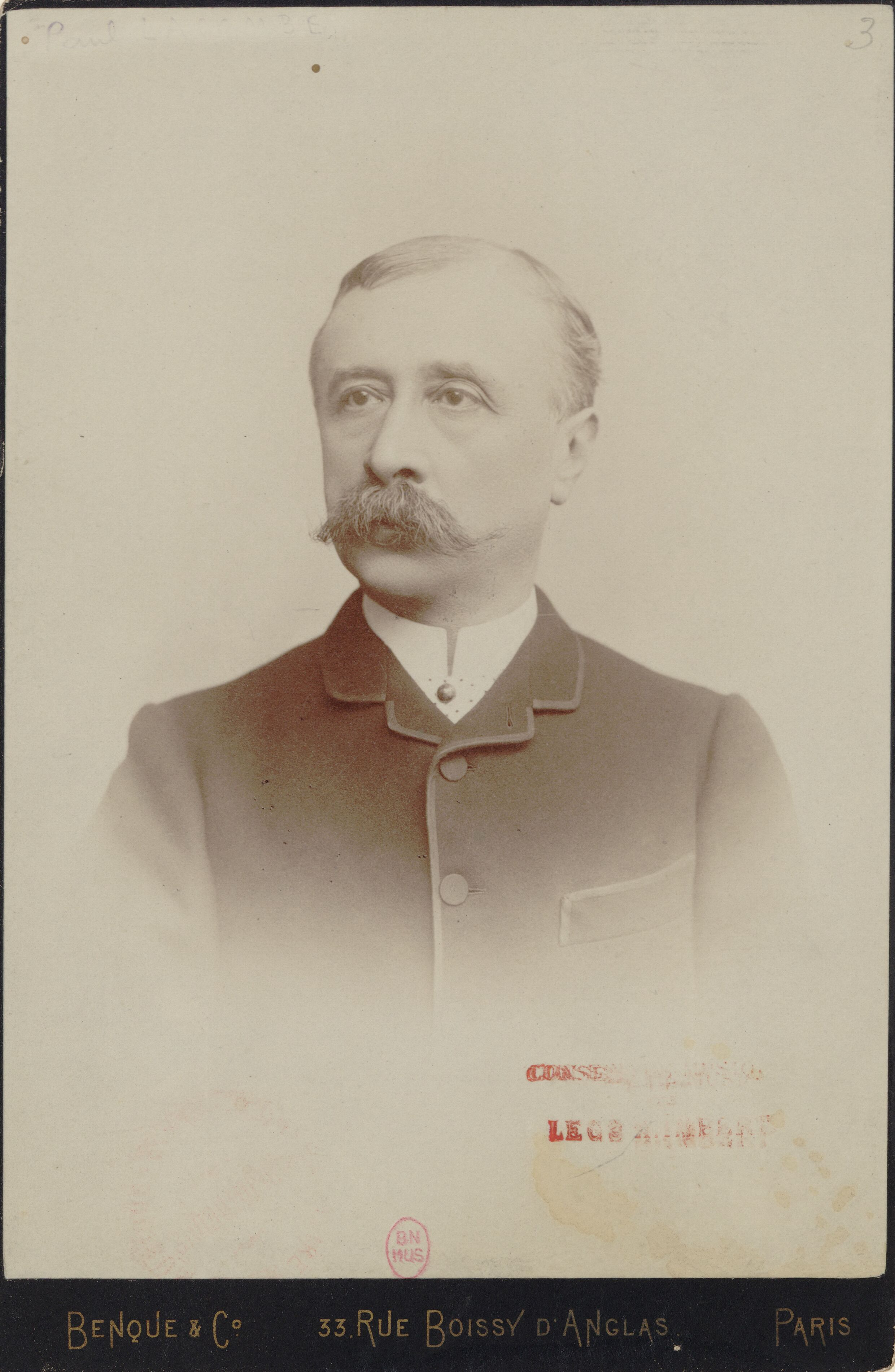
Paul Lacombe
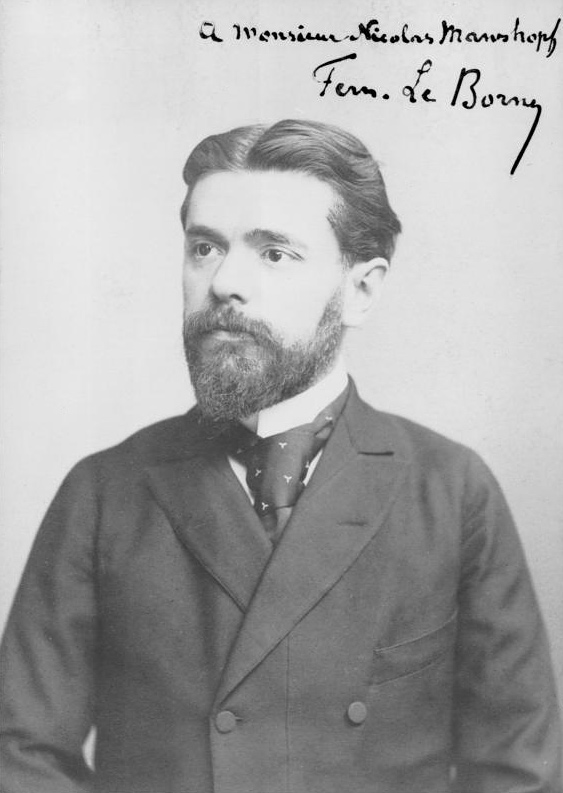
Fernand Le Borne
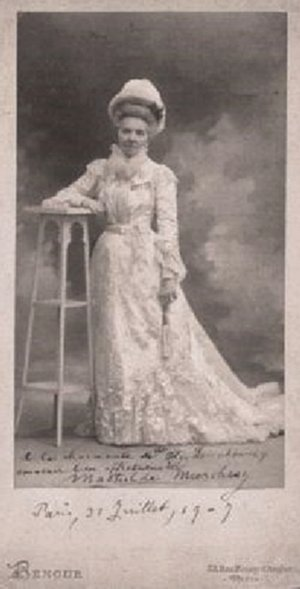
Mathilde Marchesi
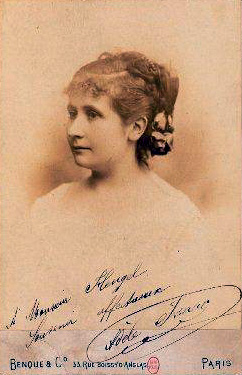
Adèle Isaac
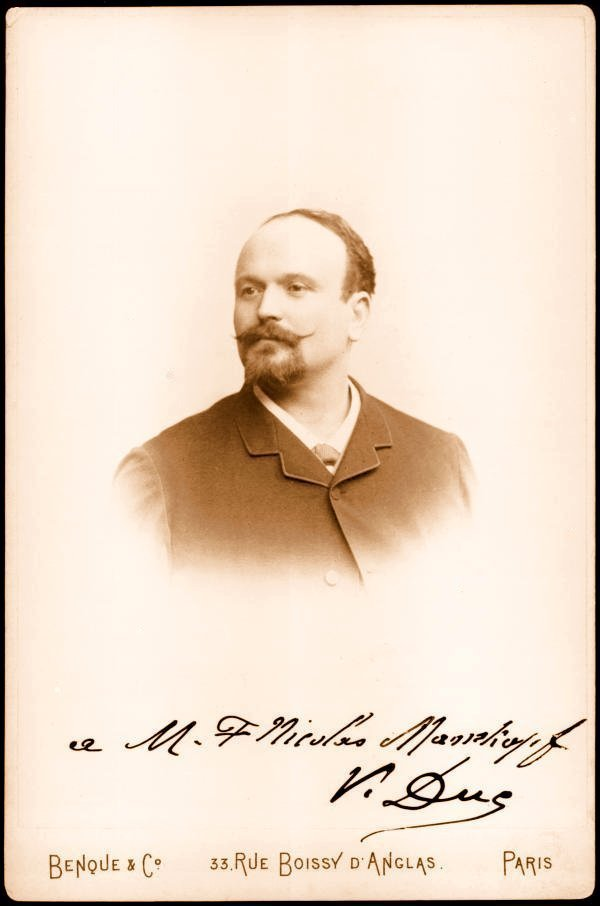
Valentin Duc